# 鄰家的龍貓
《鄰家的龍貓》（日语：となりのトトロ）為日本女歌手井上杏美於1988年發行的個人第2張音樂單曲，並為同年吉卜力工作室動畫《龍貓》片尾曲。

## 概要
此歌曲曾在《龍貓》公開的前一年的10月25日中，與同由井上杏美演唱的1986年動畫、《天空之城》片尾曲《伴隨著你》一同合併成迷你印象歌曲專輯發行。
歌詞的內容由作詞者宮崎駿一別前回《天空之城》中的冒險風格、要呈現出能讓孩子們大聲唱的內容。作曲者久石讓則構思曲調模式要像「孩子們在家中跑跑鬧鬧時、能浮現出來的節奏」。
收錄的B面歌曲《散步》的歌詞為邀請兒童文學作家中川李枝子所創作，並用於《龍貓》中作為開頭曲。在收錄此單曲中為井上杏美與杉並兒童合唱團一同演唱的內容，不過在電影《龍貓》中則是採用井上杏美獨唱的版本。

## 收錄歌曲
1. 鄰家的龍貓
作詞：宮崎駿／作曲、編曲：久石讓
2. 散步
作詞：中川李枝子／作曲、編曲：久石讓
3. 鄰家的龍貓
※演奏版，為2000年重製版追加的曲目。
4. 散步
※演奏版，為2000年重製版追加的曲目。

## 收錄專輯
- 龍貓印象專輯：1987年11月25日發行。
- 龍貓原聲帶：1988年5月1日發行。
- 龍貓迷你專輯：1988年8月25日發行。
- 大家一起唱！龍貓歌曲及卡拉OK合輯：1999年12月1日發行。
- 吉卜力工作室歌集：2008年11月26日發行。

## 翻唱者
鄰家的龍貓
- 范曉萱：收錄於1996年專輯《小魔女魔法書第一集》，翻唱中文歌名為《豆豆龍》、歌詞由許常德改寫。
- 江欣燕：由鄭國江改編粵語歌詞，歌名為《情誼心中印》
- 桃井晴子：收錄於2007年專輯
- 島本須美：收錄於2009年專輯
- Imaginary Flying Machines：收錄於2011年專輯《Princess Ghibli》、及2012年專輯《Princess Ghibli II》，死亡金屬音樂版本翻唱。

散步
- 小象隊：收錄於1990年專輯《Pi Pa La》，翻唱中文歌名為《健康快樂又頑皮》、歌詞由紀宏仁改寫。
- 林原惠：收錄於2007年專輯
- 大橋望美：收錄於2008年專輯
- 島本須美：收錄於200年專輯
- 辻希美：收錄於2010年專輯
- 仁後真耶子：收錄於2010年動畫《偶像大師》周邊作品專輯《MASTER ARTIST 2 -FIRST SEASON-》
- Imaginary Flying Machines：收錄於2011年專輯《Princess Ghibli》，死亡金屬音樂版本翻唱。

## 引用
- 靜岡縣賀茂郡東伊豆町將《鄰家的龍貓》部份旋律用在防災行政無線的廣播中。